# 圣马力诺历史
最神圣的圣马力诺共和国位于意大利中部的里米尼地区附近，是世界上最小的国家之一。其早期历史不见于史籍。在公元3世纪下半叶，一个以采石为生的年轻基督教徒圣马利诺斯驾船离开其故乡——达尔马提亚的阿尔贝岛（今克罗地亚的拉布岛），在意大利的里米尼上岸，从此开始了有文字记载的圣马力诺历史。

## 从罗马帝国时代到中世纪

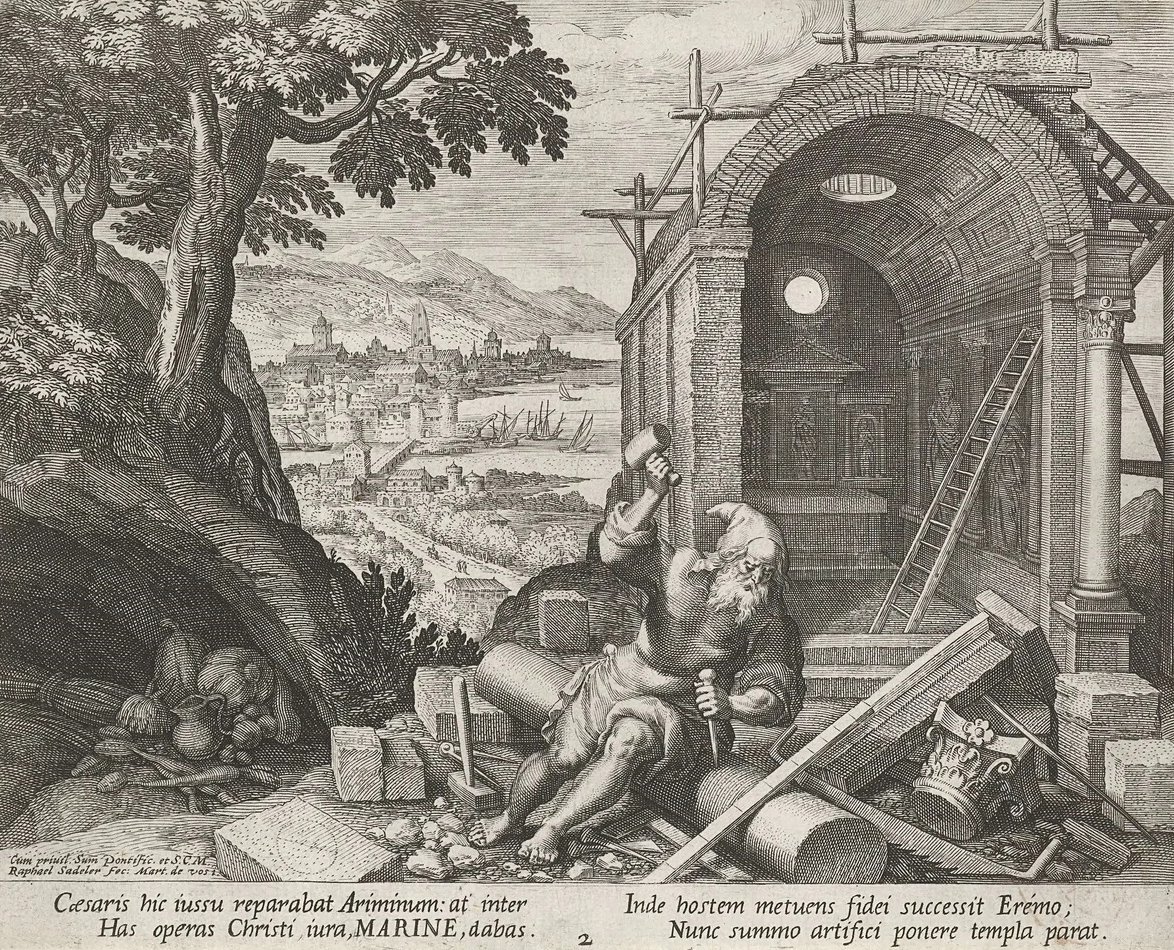
圣徒马力诺

由于缺乏文字记载，历史学家只能从考古发掘出的一些文物推断罗马时代之前的圣马力诺历史。这些文物包括伊特拉斯坎文明的饰品、护身符、陶制品，古希腊的双德拉克马银币以及2000多枚罗马钱币。
创建圣马力诺社区的石匠马力诺对基督教十分虔诚，在当地做了许多善事。传说马力诺为了摆脱一个魔鬼附体的女性纠缠，从里米尼逃到僻静的蒂塔诺山中隐居，这个女人后来找到了他隐居的小山洞，大哭大闹。马力诺在山洞中一连六天禁食祈祷，最后终于走出来攘除了那个女人身上的魔鬼。她于是回到里米尼，竭力歌颂这位圣徒的道德和荣耀。
从那天起，这位隐居圣徒受到许多人的顶礼膜拜，他为了逃避声名，隐居到蒂塔诺山的顶峰。他的信徒随之而来，协助他建造了一座奉献给圣彼得的小教堂。在此期间，蒂塔诺山一带的领主，一位叫费莉奇塔的罗马贵妇，带着儿子到山上来消磨夏日。她的儿子在打猎时偶然发现圣马力诺站在他的小教堂旁，便弯弓搭箭向其瞄准，于是这个年轻人“立即周身瘫痪”。他母亲听说此事，迅即赶到，请求圣马力诺治好了她儿子的病。费莉奇塔家的人听说了这桩奇妙的神迹后都改信了基督教。费莉奇塔为了表示感谢，将蒂塔诺山送给圣马力诺。这一天就是圣马力诺共和国的建国之日，按圣马力诺的官方说法，是公元301年2月3日。圣徒马力诺死于366年9月3日。
西哥特人入侵西罗马帝国的时候，亚拉里克一世的军队并没有袭扰蒂塔诺山周围的修士净土，这里逐渐出现了修道院，并且吸引了许多为教堂和修道院服务的牧人、农民、工匠、猎人和樵夫。为了纪念教堂的创始人，这片土地被命名为“圣马力诺之地”，后来逐渐变成“圣马力诺之国”。伦巴德人入侵北意大利时，圣马力诺成为米兰统治者斯波莱托公爵的采邑，随后又归罗马教廷和里米尼主教管理。现存最早的圣马力诺文件——颁布于885年的费雷特拉诺敕令（Placito Feretrano）——确认了这片修道院领地最早的版图。当时里米尼主教认为圣马力诺修道院侵占了他在蒂塔诺山西侧的某些土地，经过谈判，圣马力诺修道院院长斯特法诺确认了里米尼教会从来没有拥有过这些地产。双方确认，卡索莱、拉韦利诺、法布里卡等12个地方、共计4平方公里的土地，均属圣马力诺修道院所有。

## 圣马力诺的独立

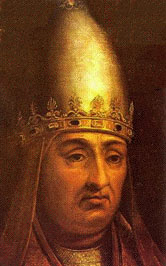
教皇博尼法斯八世

大约在13世纪前后，圣马力诺逐渐从修道院变成了独立的城邦。1244年时，这里的居民已经组成了城邦行政机构，其领土扩张到26平方公里，人口达1500人左右。此时圣马力诺已经在蒂塔诺山的三座山峰上设防，修建了堡垒，还由各家族家长组成了称为“阿伦戈”（Arengo）的家长会议并制订了一些成文法：14至60岁的圣马力诺人都有服兵役的义务；切斯塔和蒙塔莱两座堡垒中的卫戍人员必须宣誓终生在堡垒中生活；入夜后不持灯火者不得在街上行走；守夜人负责安全，如果不能破获窃案，必须赔偿损失；农民受到尊敬，有钱有势的人则得不到信任，富人不得在已建成的城区及其一里内购置房屋、地产；谋杀和叛国罪处以极刑，罪犯住宅夷为平地，子孙后代终生放逐。赌博者处以20枚拉文那铜币的罚款，在街道上倾倒垃圾和污水者也要罚款。新婚夫妇到各家搜集羽毛（铺床用）或是索要礼物也要处罚。城内每户人家养山羊不得超过3头，乡下不得超过6头。
由于圣马力诺土地贫瘠，物产也不丰富，中世纪时的生活非常艰难。周围的几个教区主教也一直觊觎这片小小的土地，经常企图剥夺它的主权，尤其是有时来蒂塔诺山居住的蒙泰费尔罗主教，经常干涉圣马力诺内政。蒙泰费尔罗家族向圣马力诺征收重税，圣马力诺公民对此抱怨和抗议无效，就直接向教皇博尼法斯八世求助。当时教皇在圣马力诺的世俗统治权力没有得到确认，于是他委派两名教廷律师去调解这一事件。在1296年7月3日举行的辩论会上，圣马力诺城邦的农民们出示了种种特许证书和文件，证明它早在圣徒马力诺在世时，就已经享有自由、独立和赋税豁免权。教皇代表根据这些无可辩驳的文件，承认圣马力诺是完全独立的国家。这一天被视为真正意义上的圣马力诺国家存在的起始。

## 中世纪的城邦

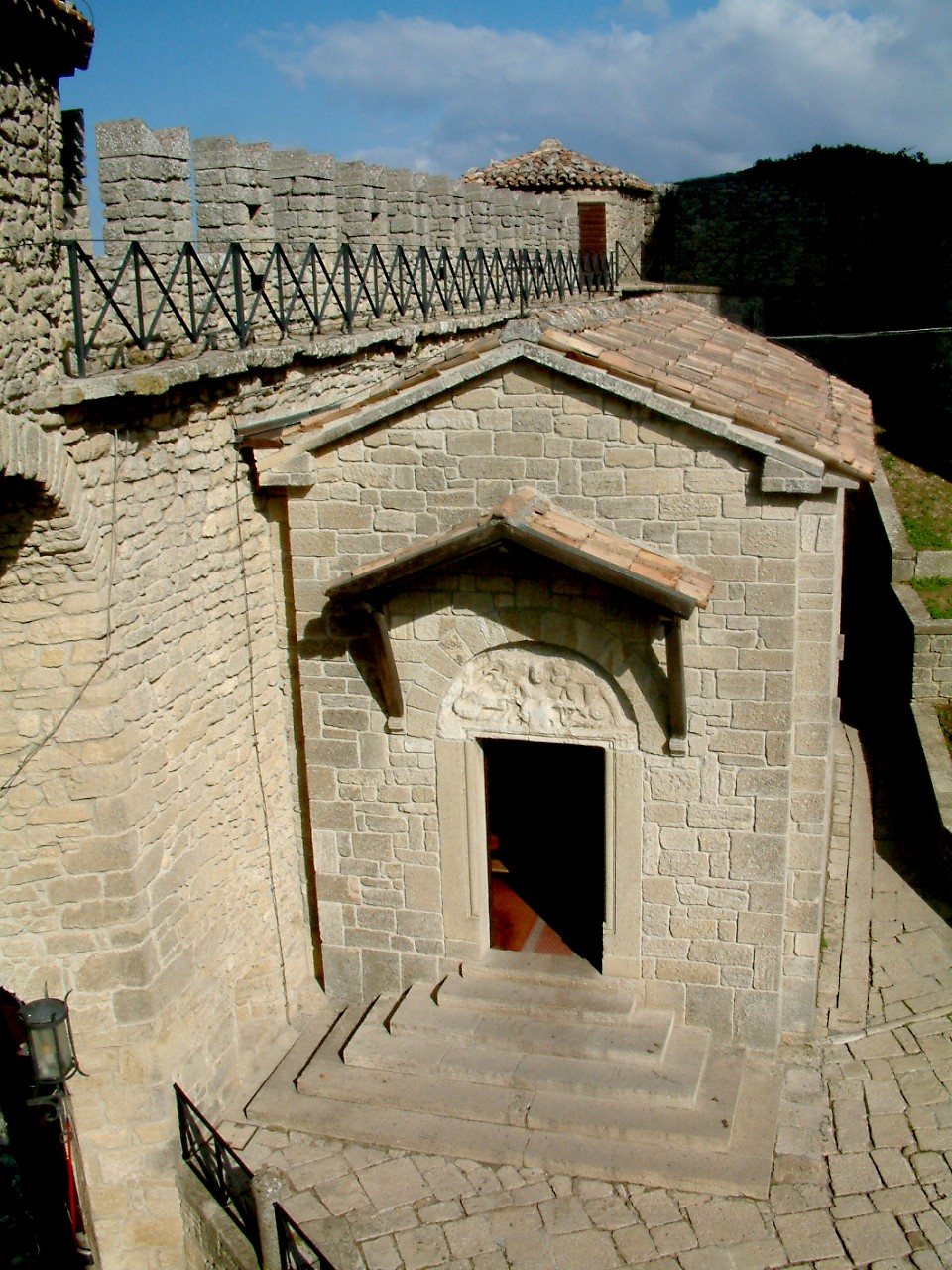
罗卡堡垒的卫兵室

14世纪的圣马力诺城邦位于一块高岩上，四周由城墙环绕，岩顶雄踞着三座坚固的堡垒：一号堡垒罗卡（Rocc，又称瓜伊塔/ Guaita）、二号堡垒切斯塔（Cesta，又称弗拉塔/Fratta）和三号堡垒蒙塔莱（Montale）。中世纪时，整座城市只有一座城门，即圣方济门，它是4世纪时修道院的正门。门外有吊桥，门内墙壁上有两段黑色铭文，申明了有关外国人出入这座城市的法规：“在任何情况下，卫兵不得允许任何外国人携带任何武器进入本城。必须搜查他们，令其放下武器，并在上述外国人逗留本城期间妥善保管其武器”，“经执政官选定的圣马力诺各城门的卫兵，必须忠诚勤恳地日夜守卫城门。非因公务，他们不应该、也不许可在夜间一听见钟响就放人进入。”
除了修建牢固的城防外，圣马力诺从不放过任何为本城添置武器的机会。早在1339年，执政官就被要求每6个月采购一张大弩和若干支箭，交给行政人员。城邦还经常派人去威尼斯购买长矛及其他武器。圣马力诺从1204年开始有士兵，从1403年起组建了城邦卫队。圣马力诺步兵以英勇和忠诚著称，先后为乌尔比诺公爵（美第奇家族）、罗马涅的奥德拉菲家族、米兰的斯福爾扎家族、西班牙国王和教皇服役。

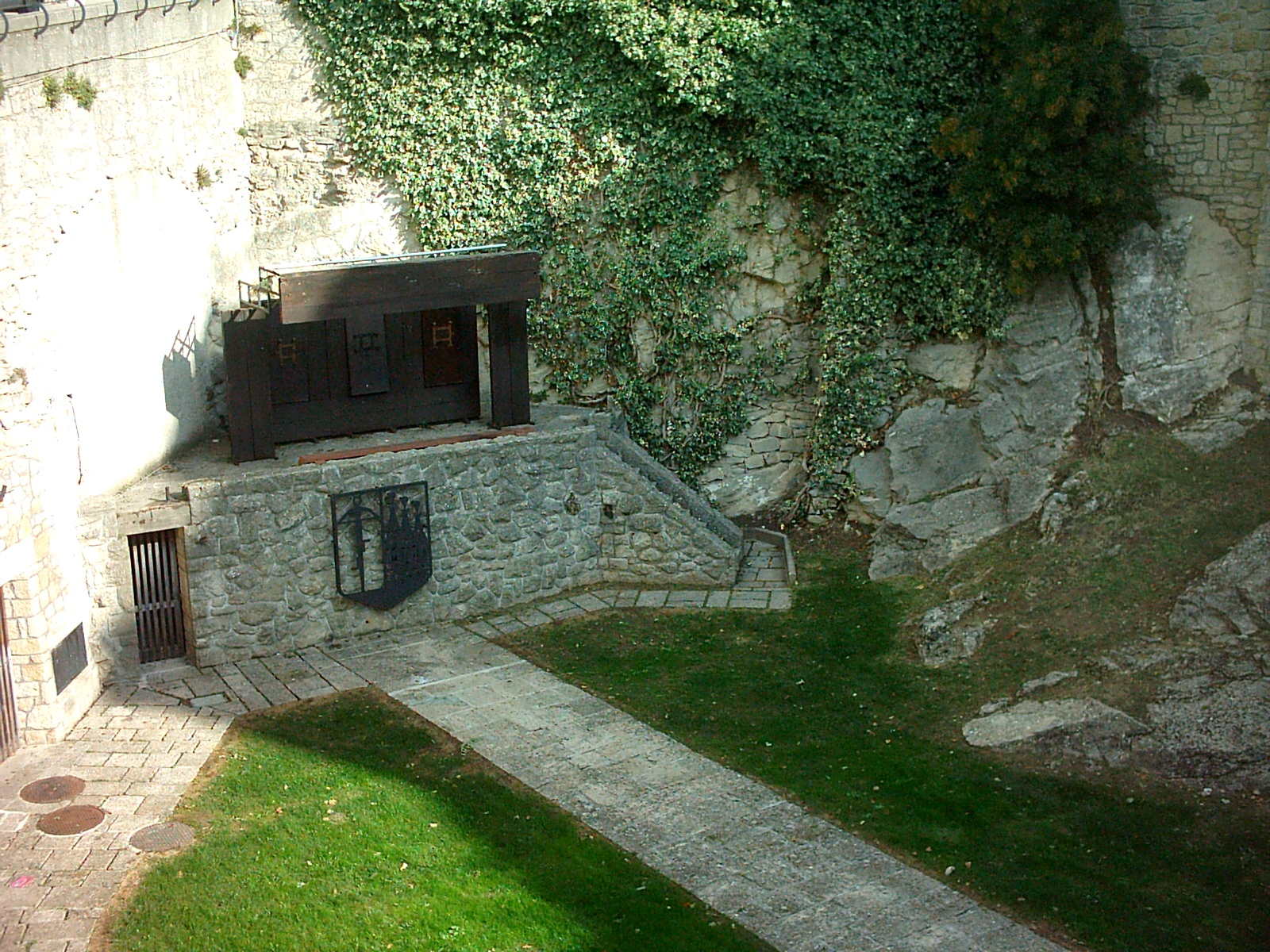
圣马力诺城防部队所用的弩箭

圣马力诺的最高执政者最初是修道院院长，但自从组成城邦国家后，掌握世俗权力的人已经变成了两位执政官（Consul）。后来又经过演变，一位执政官由上层阶级选拔，称为“长官”（Captain），另一位从农民中选拔，称为“保护者”（Defender）。到1317年，两者又被统一称为“执政长官”（Capitani Reggenti）。执政官的任期是半年，每年的4月1日和10月1日选举新执政官。他们是国家的最高代表，掌握行政权，但薪水十分菲薄，而且不得连选连任，只有任职期满三年后才可以当选。
由于人口繁衍日盛，中古的“家长会议”成员变得越来越多，召集会议极其困难，因此在14世纪初出现了60人的“大议会”（Il Consiglio Grande）或称60人议会，任期为5年，其成员资格是男性，会读会写，25岁以上，不担任外国的任何职务，非警宪人员。父子不得同时担任议员。大议会的职责是全面行使立法、司法和行政权，包括任命执政官，批准预算，授予荣誉称号和贵族称号，实行大赦等等。
在1440年的时候，圣马力诺卷入了邻近地区的贵族战争。长久以来，圣马力诺一直是蒙泰费尔罗家族的盟友，当该家族与马拉特斯塔家族发生战争时，圣马力诺也卷了进去。它站在蒙泰费尔罗家族一边，断断续续地打了23年的仗。到1463年，在威尼斯和米兰的调解下签订了和约。当时圣马力诺同教皇国、那不勒斯王国和乌尔比诺公爵结成了同盟。
在和约中，教皇庇护二世把菲奥伦蒂诺（Fiorentino）、蒙泰贾迪诺（Montegiardino）和塞拉瓦莱（Serravalle）这几座庄园赐给了圣马力诺。此外教皇还将一片马拉特斯塔家族在韦鲁基奥地区（Verucchio）一片5平方公里的崎岖土地赐给共和国。马拉特斯塔家族不接受这一决定，而圣马力诺却坚持对这块土地的要求，于是引起了又一场战争，持续一个世纪之久，结果韦鲁基奥人获胜。
由于这场战争的惨痛教训，自从1463年庇护二世敕令之后，圣马力诺再也没有增添过一寸领土。此后它从未企图侵占他人的土地，也从未接受任何扩大其疆土的建议，其39公里长的边界和61.19平方公里的领土一直保持到今天。

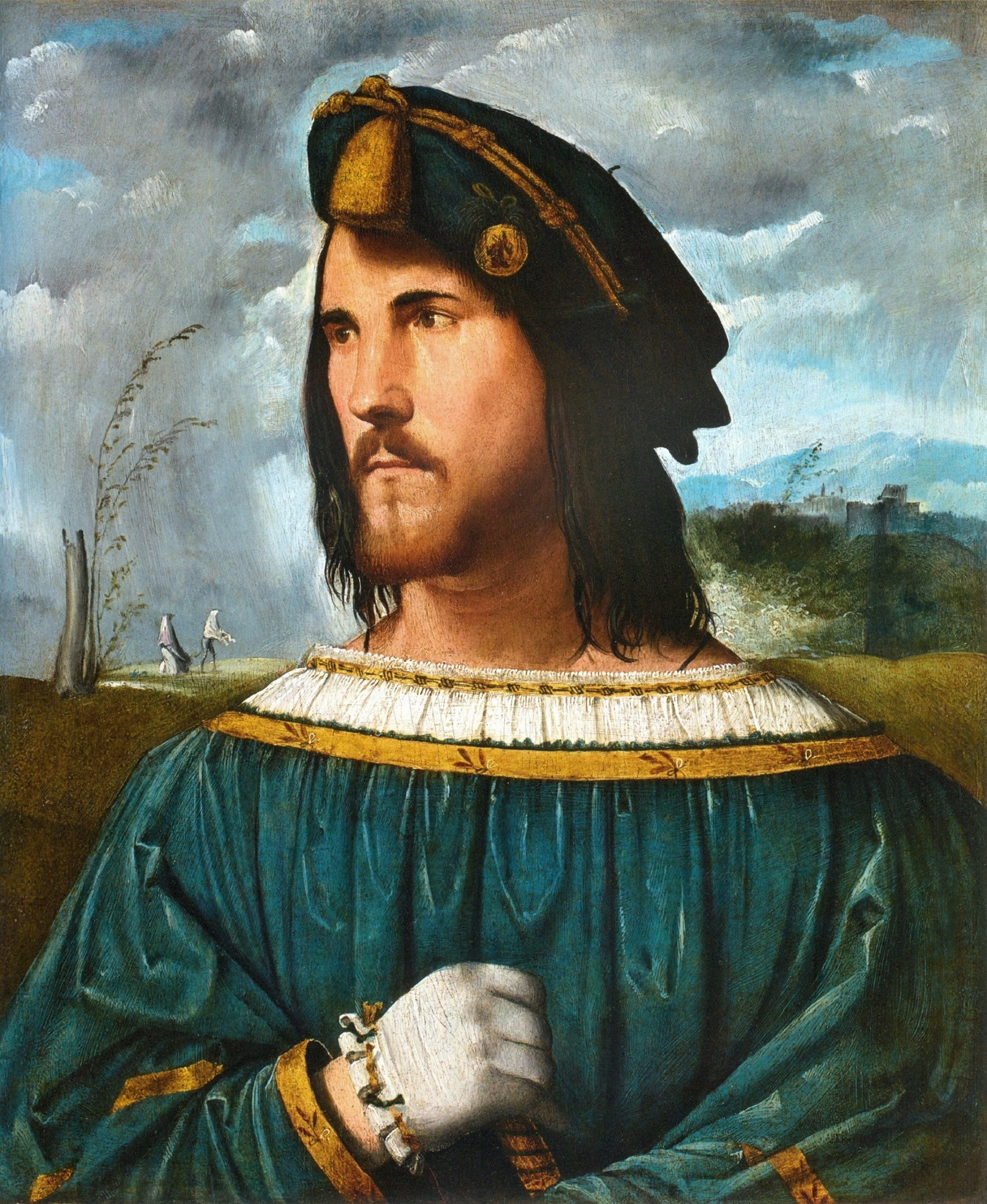
切薩雷·波吉亞，第一个征服圣马力诺的外国人

圣马力诺第一次被外国势力占领是在1503年。教皇亚历山大六世之子、瓦倫蒂諾大公切薩雷·波吉亞在这一年征服了蒂塔诺山，在这里驻留了6个月。在此期间，北边的塞拉瓦莱庄园实际上成为圣马力诺这个小国的首都。亚历山大六世死后，圣马力诺人赶跑了他的雇佣兵们，政局恢复了原状。
40年后，红衣主教乔万尼·马里亚（未来的教皇尤利乌斯三世）的侄子法比亚诺率领500名步兵、30名骑士和里米尼主教领地的一些私兵，在1543年6月4日夜间离开里米尼，企图侵犯圣马力诺。他们兵分两路，法比亚诺沿着从里米尼至圣马力诺的大道进发，另一路由两个里米尼人率领，走山间的小道。他们议定在圣马力诺边界会合，然后一同进军，出其不意地袭击睡梦中的圣马力诺人。但是第二支队伍在夜间的大雾中迷了路。拂晓时，他们被罗卡堡垒上的卫兵发现，堡垒塔楼的钟声发出警报，圣马力诺民兵们拿起武器，冲上城墙，共和国转危为安。圣马力诺人把6月4日定为节日，至今庆祝。
1549年，又发生了一起韦鲁基奥领主图谋入侵的阴谋事件，由于守城的农民富于警惕性，以及乌尔比诺公爵的援助，这一阴谋未能实现。此后圣马力诺人与乌尔比诺公爵签订了同盟条约，许诺把公爵的朋友和敌人看作自己的朋友和敌人，圣马力诺成为公爵的保护国。在三十年战争（1618-1648）期间，圣马力诺遵守诺言，把乌尔比诺公爵的敌人——法国、瑞典、匈牙利、威尼斯以及德国的新教诸侯国当作了自己的敌人。

## 邻邦的入侵

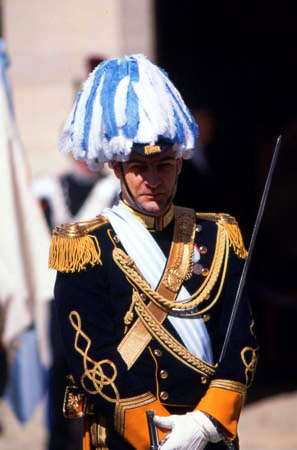
圣马力诺民兵部队（la Milizia）的士兵

1631年，当最后一任乌尔比诺公爵弗朗切斯科·马里亚二世逝世后，他的领地被并入教皇国。现在圣马力诺四周都已被教皇国包围，因此取得教廷的保护就成为生死攸关的问题。罗马教廷作出了保护圣马力诺的承诺。但是，随着时间的推移，外患刚一消失，共和国又陷入内部的纷争。长久的安逸生活导致统治集团出现道德日益败坏和腐化堕落的现象，公共教育荒废，司法和治安工作也由于缺乏经费而名存实亡。按照古老的圣马力诺修道院传统，共和国给予外国人避难权，因此国内充满了来自教皇国和其他意大利邦国、逃避教皇警察抓捕的罪犯。最致命的是，原本团结一致的城市贵族阶级和郊外农民阶级之间也出现了裂痕，贵族设法把60人议会中农民议员的数量削减到15名。城乡分裂使得共和国走向内战的边缘，并使共和国几乎濒临毁灭的边缘。
1739年10月17日，驻罗马涅大区的教皇使节朱利奥·阿尔贝罗尼红衣主教在其总管和两个律师的陪同下进入圣马力诺国土。此前他曾试图亲自审判两名被控犯有杀人罪的圣马力诺人（包括一名共和国前执政官），但圣马力诺对他的这一要求未予理睬，因此教皇国对圣马力诺实施了小麦和食品禁运。
当阿尔贝罗尼到达塞拉瓦莱镇的时候，受到一些圣马力诺农民的欢迎，他们向他宣誓效忠。于是这位红衣主教换上普通教士的服装，在正午12点到达圣马力诺城。他在瓦洛尼宫（今日的圣马力诺国家博物馆和图书馆所在地）住下。当天下午，拉文纳（教皇领地）的警察首领带着47个警察和一个刽子手到达圣马力诺，当晚和次日又有500名步兵和骑兵开来。圣马力诺大议会命令在各城门布置警卫，并增加了堡垒和政府大厦的卫兵。同时，它还召集了附近各村庄和庄园的卫兵。但是为了避免更大的灾难，圣马力诺人还是向红衣主教交出了国玺和城市的钥匙。
阿尔贝罗尼主教控制了城市后，就要求各家族的长者向他宣誓效忠，把圣马力诺变成了自己的领地。在他相信已经赢得同圣马力诺人的斗争后，就在10月29日返回了拉文纳。然而圣马力诺人向罗马教廷送去了秘密的陈诉书，申诉他们遭受的欺凌，并要求教廷恢复他们的自由。教皇看到阿尔贝罗尼主教的做法确实有失公允，同时受到奥地利、法国和西班牙各国驻罗马大使的敦促，便把佩鲁贾总督恩里奎兹红衣主教派到圣马力诺，调查当地状况。恩里奎兹经过一番调查后得出结论：除了少数几个歹徒外，没人想改变圣马力诺的政治制度。于是他在1740年2月5日宣布恢复共和国的自由。这一天是圣阿加莎占礼日，从此成为圣马力诺的节日。

## 拿破仑战争
1796年，法国督政府派拿破仑率大军攻打奥地利。这支军队攻入了意大利。当他们到达教皇国边境并进入波伦亚城时，惶恐不安的情绪在圣马力诺国内蔓延开来。共和国驻波伦亚的临时代办波齐-斯托菲博士写信回国，劝告圣马力诺公民设法避免即将到来的袭击：“必须要有预见性，及时作出决策……一支有征服野心的大军突然压境，即使友邦也会深感不安。我们的友邦热那亚和威尼斯比我们强大得多，他们都已经体会到了这一点……”圣马力诺人在1796年6月成立了一个“法国事务委员会”，又在1797年成立了“公安警备委员会”，对携带金银武器和马匹、藏匿在共和国境内的大批意大利贵族流亡者发布了禁令。
1797年2月7日，两位圣马力诺执政官隆重地欢迎了法国政府代表、法兰西学院成员、数学家加斯帕雷·蒙日的来临。蒙日发表了一篇演说，表达了拿破仑和法兰西共和国对圣马力诺共和国的友谊：
“自由之神，使跻于雅典和提佛的希腊成为英雄的国家，使共和时代的罗马人创造出无数奇迹。在她照耀意大利一些城市的短暂时间里，也只是从此以后，艺术和科学飞跃发展，佛罗伦萨光芒四射。但是，自由现在已在整个欧洲遭到排斥，惟有圣马力诺还有她的容身之处。公民们！由于你们政府的光辉政策，也由于你们自身的高尚品德，你们才保留下这一宗珍贵的遗产。多少年代以来，尽管变革频仍，你们一直在守护着自由的圣殿。如今，对自己所处奴隶地位感到羞耻的法国人民，终于打碎身上的枷锁，争得了自由。整个欧洲却置自己的利益、尤其是全人类的利益于不顾，拿起武器来反对法国……尽管孤立无援，缺乏战争经验，既无军事装备，又无军事领袖，法兰西却在这种困厄处境中奔赴边疆，击退了来自四面八方的进攻……以后，法国接连获胜，敌人一一求和，它也把和平陆续给予他们。最后只剩下三个，它们盛怒之下不听忠告，一味放纵自己的傲慢、嫉妒和仇恨……于是一支法国军队进入意大利，连续打败四支奥地利军队，把自由重新带给这片美丽的土地……法国军队为了取得和平，才被迫追击敌军，并在如此临近你们国土之处通过。我受波拿巴将军派遣，代表法兰西共和国向圣马力诺共和国作出和平与永恒友谊的保证。公民们，你们各邻国的政治结构可能要有所改变。如果你们某处边境线尚有争议，或者邻国的某些土地尚无所属而又为你们十分需要，将军责成我请你们告诉他。他将极其乐于使法兰西共和国有机会表示它对你们的真挚友谊……”
蒙日还通知圣马力诺议员，法国很乐意把里米尼等地赠送给圣马力诺，让其获得一个出海口。圣马力诺人请蒙日替他们感谢拿破仑“对这片为残存的自由提供了避难所的小小国土的亲切关怀”，同时请他代为转达圣马力诺人的愿望：
“您，法兰西的代表知道，我们的祖先留给我们的仅有遗产，不过是质朴的风俗习惯和对自由的深切感情。尽管经历了许多世纪的斗争，我们仍把这一遗产保留了下来。无论是野心家的觊觎，权势人物的憎恨，还是敌人的阴谋攻击，都不能使它受损。……因此，请回到那位英雄身边，转达我们对他的敬意。……请告诉他，圣马力诺共和国对自己的小小版图十分满意，不敢接受他的慷慨赠与；它也没有扩张领土的野心，为的是担心日后会因此危及自己的独立。请告诉他，我们也对法兰西共和国及其无敌于天下的领袖的慷慨大度深表感激，它使我们有可能扩大对我国极为重要的贸易关系，也使那些保证我国生存的协议得以签订。”
蒙日对圣马力诺代表的讲话深表感动，回答道：“圣马力诺共和国为全世界树立了一个伟大的榜样。它宁可舍弃领土的扩大，为的是不至于有朝一日危及它最宝贵的财富——世代相传的自由。”随后，拿破仑发布了命令：圣马力诺公民应在法兰西共和国的一切地方受到尊重；其公民在法国的纳税义务也一概豁免。此外，拿破仑还命令驻扎在里米尼的萨于凯特将军向圣马力诺赠送1000吨小麦和4门加农炮。圣马力诺人接受了小麦，但是谢绝了大炮。
此后圣马力诺恢复了和平与繁荣。在这一时期，共和国的国旗由黄-白-紫三色改为白蓝双色，并且先后与拿破仑建立的罗马王国、奇薩爾皮尼共和國和意大利共和国建立了外交关系。有一小群圣马力诺公民要求并入奇薩爾皮尼共和國，但是未成事实。皮耶特拉库塔、蒙泰马焦和蒙泰费尔特罗这三个庄园的居民请求归附于圣马力诺，也遭到了拒绝。

## 加里波第
1815年的维也纳会议最终议定书再度确认了圣马力诺的不可侵犯的独立。在意大利摆脱奥地利统治的“意大利复兴战争”中，圣马力诺再次成为意大利起义者避难所，许多有名望的意大利民族主义者都在蒂塔诺山上避过难。在1845年里米尼起义和1848年米兰起义中，在马志尼的“罗马共和国”中，都有圣马力诺公民作为志愿者参战。参加1849年意大利第二次独立战争的圣马力诺人在30名以上，参加1859年第三次意大利独立战争的则有20人左右。
1849年7月3日，当乌迪诺将军统帅的法国军队逼近罗马城的时候，朱塞佩·加里波第谢绝了美国大使请他搭乘美国战舰离去的建议，领着他的志愿军离开了罗马，开始了援救威尼斯的进军。当时加里波第的军队有2500名步兵，400匹马和一些驮运牲口，仅有一门加农炮。在26天的行军之后，这支的军队终于避开法、奥、西班牙三国的四支追军，于7月29日撤退到圣马力诺附近的马切拉塔-费尔布里亚。加里波第派出他的军需官和12名士兵去圣马力诺，请求准许过境。此时奥地利追兵赶来，在塔索纳山打败了加里波第的军队，这支队伍被迫丢弃了仅有的一门大炮，从马里尼亚诺水渠旁边的一座桥上进入圣马力诺国境。按照圣马力诺法律，外国士兵必须在此处将武器交出，但是这一次情况例外，乔万尼·布拉斯基中尉指挥的圣马力诺边境卫队没有收缴红衫队士兵的武器。
圣马力诺的两位执政官，多米尼科·贝尔佐佩（Domenico Belzoppi）和皮耶尔·伯蒂（Pier Matteo Berti）在执政宫会见了加里波第，欢迎他来到圣马力诺避难。圣马力诺议会为加里波第的士兵准备好粮食，伤员得到了治疗。
在嘉布遣修道院的门廊里，加里波第对士兵们发表了告别演说，随后解散了他的军队。7月31日午夜，加里波第和妻子阿妮塔穿过圣方济门，在一个当地农民的向导下躲开了包围蒂塔诺山的12000名奥地利军队，离开了圣马力诺。剩余的1500名士兵放下了武器，领取了到里米尼的通行证和一些路费。有50多名加里波第的部下被圣马力诺公民藏在家中，或是躲在蒂塔诺山的一些山洞中，一直藏到9月初。这些人后来在圣马力诺共和国的帮助下得到合法护照，乘船离开意大利。
被怀疑为加里波第提供援助的圣马力诺共和国遭到了奥地利的威胁。奥军士兵在大博尔果和其他一些庄园里搜查拦截，并威胁要控告和没收那些“合作者”的财产。8月1日，奥地利的恩斯特大公带领1000多名士兵抵达圣马力诺，勒令其在次日中午前交出加里波第部下留下的所有武器。圣马力诺交出的武器（280支來福槍、18把马刀、12把匕首、14把剑、1支手枪、两把长矛和一把折断的大刀）被认为与加里波第军队的人数不符，因此圣马力诺执政官只好进一步承担了奥军的其他勒索，包括补交武器、提供粮秣和允许奥军进入圣马力诺城外各庄园中搜查。
1861年4月，圣马力诺共和国授予加里波第公民权，加里波第在答谢信中写道：“能成为这样一个可尊敬的共和国的公民，我感到自豪……我将怀着深切的友爱与感激之情，记住坚强而善良的圣马力诺人给予我的欢迎。”

## 从19世纪到20世纪
由于圣马力诺共和国的帮助，加里波第从罗马教皇和奥地利军队的包围之下逃脱，这使得圣马力诺遭到了报复。1851年6月24日深夜，圣马力诺遭到4000名奥军和一支教皇国分遣队的侵犯，他们试图抓捕躲在这里的前罗马共和国国民议会的某些议员。此外，罗马教廷还在1854年撺掇托斯卡纳大公国吞并圣马力诺，这一企图在法皇拿破仑三世的干涉下没能成功。
因为在意大利独立战争中帮助过加里波第的缘故，新成立的意大利王国虽然陆续吞并了托斯卡纳大公国、帕尔马公国、卢卡公国、摩德纳公国、两西西里王国和教皇国等国家，但它把圣马力诺视为友邦。1862年3月22日，两国签订了友好条约和通商协定，圣马力诺与意大利的货币从此可以互相通用。1874年在圣马力诺城开设了意大利领事馆。根据修改过的友好条约，圣马力诺从1872年起正式成为意大利的保护国。为了巩固两国之间的友谊，意大利国王维克多·爱曼纽尔二世还向圣马力诺赠送了两门臼炮，维克多·爱曼纽尔三世则赠送了两门75毫米加农炮。
圣马力诺在1848年废除了死刑，此后由于外交部长博内利遇害（1854年）而一度恢复，但到1859年即被永久废除。在19世纪后半叶，圣马力诺开设了济贫院、储蓄银行、国家图书馆和好几所剧院。1861年，共和国参加了在佛罗伦萨举办的意大利博览会，随后又参加了1878年和1890年的巴黎万国博览会，展出共和国的物产：葡萄酒、木材、畜牧产品和纺织品，以及印刷精美的邮票。
但是，圣马力诺的经济受意大利的影响很深，由于意大利的经济不景气，圣马力诺在20世纪初时陷入了严重的社会危机。许多人移居国外，失业相当普遍，法律古老陈旧，不能适应时代变化的需要。以贝卢奇家族为代表的执政集团腐化堕落，以高价向外国人出售圣马力诺贵族称号和豁免权。家长议会已经名存实亡3个多世纪，原应由贵族、市民和农民各20名代表组成的60人议会（大议会）到这时也全部被少数几个家族把持，成为“至尊无上的议会”。议会成员们互相推举，任职终生，因此圣马力诺古老的民主政治有演变为寡头政治和贵族政治的危险。
1906年3月25日，在民主党人和改革主义者的呼吁下，已经沉睡了三个世纪的家长会议举行非常会议，讨论废除这种家长式的政治结构。在1054个家庭中，有805名家长到教区教堂参加了会议。这次会议取得了决定性的胜利，执政官法托里（Onofrio Fattori）和卡拉托尼（Piermatteo Carattoni）当场宣布，将在6月10日举行史无前例的、全民参加的议会选举。此外，废除“至尊无上的议会”的名称，重新采用“大议会”这个名称来代替，因为“只有人民才是至高无上的”。权力再度回到人民手中。新的大议会决定将3月25日定为节日，以庆祝这一民主获得胜利的日子。
在1906年以后的多次选举中，圣马力诺政府一直为得到社会党改革派支持的天主教民主党（Partito Democratico Cristiano Sammarinese）和其他改革派所掌握，圣马力诺的民主政府力图审慎地实施其改革措施。它拒绝了外国富豪提出的在蒂塔诺山开办赌场的要求，也拒绝了一个发行2500万里拉纸币的激进财政方案。
圣马力诺没有卷入第一次世界大战，但它鼓励本国公民作为志愿人员参加协约国军队，从事战斗，以此表达对意大利的一贯热爱。在向卡波雷托的进军中，參加意大利第三野炮团的聖馬力諾人卡洛·西蒙奇尼下士和第一山地团的萨迪·塞拉菲尼下士壮烈牺牲。1917年，一个打着圣马力诺国旗的战地医疗队被圣马力诺政府派往前线救治伤兵。

## 法西斯时代
第一次世界大战结束后不久，圣马力诺经历了一段政局不稳和社会秩序紊乱的时期。工人要求食品和就业机会，农民要求簽訂价格比较高的农业合同，公务员要求提高其生活补贴。共和国出现了财政赤字，许多议员辞职。社会党人提议进行政治和行政改革，并得到了天主教民主党的支持。然而由于在选举中未能取得多数票，社会党人拒绝执政，保守党和人民党起而代之。它们领导政府达两年之久，通过从意大利获得补偿金（作为交换，圣马力诺进口的货物向意大利缴纳关税），以及征收所得税，财政预算终于得到了平衡。
1921年5月11日，意大利政治家卡洛·博西博士在靠近圣马力诺边境的公路上被法西斯分子杀害。这一事件促使圣马力诺政府与意大利联手建立宪兵部队，以起到警察的作用。与此同时，法西斯运动越过边境，开始在圣马力诺国内四处蔓延。此現象和20年代意大利的政治气候有密切關係。像意大利的情况一样，圣马力诺的工人、农民和其他比较穷的社会阶级，由于抱有反中产阶级和反贵族阶级情绪，因此都支持法西斯运动。1922年，圣马力诺法西斯党（Partito Fascista Sammarinese，缩写为PFS）成立，很快便在1923年3月4日的大议会选举中击败了为数不多的几个天主教对手，取得了绝对优势。4月1日，朱利亚诺·戈齐（Giuliano Gozi）和菲利波·穆拉罗尼（Filippo Mularoni）当选为执政官，他们是第一批担任这一职务的法西斯分子。
圣马力诺法西斯党上台后，立即向意大利法西斯党寻求支持。像在其本国一样，墨索里尼帮助圣马力诺兴建了一系建筑工程，以炫耀法西斯的实力。意大利人出资修建了里米尼至圣马力诺的电气化铁路，并援建了邮局大楼、仁慈医院和蒂塔诺剧院。为纪念在意大利历次独立战争和第一次世界大战中参加意军而牺牲的140名圣马力诺人，意大利出资在贝尼宫附近修建了志愿兵纪念坛。除此之外，意大利法西斯党每年还向圣马力诺提供一笔额外的政治补贴。
和意大利的情况不完全一样的是，圣马力诺虽然建立了法西斯政权，但该国有着古老的、持续了16个世纪的共和传统。与意大利不同，圣马力诺的法西斯制度从来没有成为宪法或法律的一部分，社会党、民主党和共产党虽然受到排挤，但是其领袖没有被逮捕，也没有被驱逐出境，这些政党（除了共产党外）也没有被停止活动。

## 第二次世界大战与圣马力诺

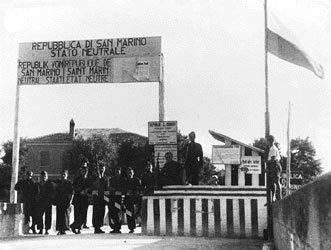
第二次世界大战时期圣马力诺边界上的中立警示，分别用意大利语、德语和法语写着“圣马力诺共和国，中立国”的字样

圣马力诺的永久中立虽然不见于任何正式的条约文件，但世界各国都已承认它享有这一权利。虽然如此，它也未能置身于第二次世界大战之外。
1940年，意大利站在轴心国一方参加了战争。战争的影响很快降临在圣马力诺国土上：共和国的海外资产被英国冻结；与法国和美国的传统友谊受到损害；圣马力诺共和国的进口货物，由于需要向意大利缴纳关税，因此被盟国视为“敌性财产”，机器、燃料、电气产品和医药都遭到禁运。食品问题，随着包围其国土的意大利日呈饥饿状态，也变得严重起来。
1941年，一些反法西斯的社会党和民主党成员再度进入圣马力诺大议会，他们秘密组建了一个反法西斯的政治运动，这个运动越来越严密、壮大，到1943年时已经成为一支可观的政治力量。圣马力诺国内没有秘密警察，也没有情报和安全部门，统治该国的法西斯党徒虽然知道抵抗运动的存在，但他们也无法将其驱散（由意大利人组成的宪兵部队对圣马力诺的政治运动采取中立态度）。
1943年7月25日，意大利发生政变，墨索里尼下台。圣马力诺反法西斯运动领袖们认为，推翻本国法西斯政权的时机也来到了。7月28日，在圣马力诺城和主要的村庄里发生了反法西斯的示威游行。圣马力诺执政官马里诺·米凯洛蒂（Marino Michelotti）和巴托罗缪·博尔盖塞（Bartolomeo Manzoni Borghesi）被迫同意解散法西斯运动，终止圣马力诺法西斯党的活动，并举行大议会选举。虽然这两位法西斯执政官按照共和国的传统，直到该年10月1日才移交权力，但反对派在此之前已经组成了联合政府，并重新改组了大议会。
但是，这并不是圣马力诺法西斯统治的结束。墨索里尼下台后，德国人一直警惕地注视着其盟國意大利的动向。当巴多格里奥元帅在9月3日宣布意大利向盟国投降后，德国国防军迅速進駐了義大利，救出了墨索里尼，在其控制的意大利北部成立了“意大利社会共和国”。面对南下的德国大军，圣马力诺共和国再度陷入惊慌之中。为了安抚德国人，圣马力诺允诺在未来的战争中不投靠同盟国，并且将大议会的权力转交给一个由20人组成的国务会议。在这20人中，有几人是法西斯分子。
1944年，战火从意大利南部向北推移，最后终于蔓延到圣马力诺附近。来自意大利各地、尤其是罗马涅地区的意大利难民，纷纷涌入圣马力诺的国土避难。根据防守边境的罗卡卫队的统计，当年进入国境的难民总数约为8万人，但实际上有超过10万名难民，包括一些意大利犹太人，进入了圣马力诺。一万五千名圣马力诺公民对这些难民全部给以妥善接待。国家博物馆和图书馆收藏的文物和书籍转移到山洞里，以为难民腾出住宿空间。其他各处宫殿、教堂、修道院、私人宅邸以及现代化的火车站也都改为难民住所。为数目如此众多的难民筹措食品和医药成了圣马力诺政府的巨大难题。
1944年6月26日，英国皇家空军的轰炸机对圣马力诺进行了连续四次的轰炸，这次轰炸作为圣马力诺的巨大灾难而载入该国史册。英国飞机扔下了243枚重磅炸弹，炸死了60名圣马力诺公民和意大利难民，还有100多人负了伤。瓦洛尼宫（国家博物馆和图书馆所在地）、火车站、电气铁路和其他许多建筑严重受损。当时圣马力诺的边界线已经用巨大的白色十字标示出来，该国境内既无军事阵地，也无军火仓库，更无德国军队过境或驻扎。在第一次轰炸过后，圣马力诺电台用各种波段持续发出警告信号，但是其后仍有三波英国飞行员前来轰炸。英国政府拒绝为轰炸圣马力诺所产生的后果承担一切责任，但最后也不得不承认这一行动是由于“情报不确”，并且付出了8万英镑，赔偿皇家空军所造成的损失。
1944年8月，海因里希·冯·菲廷霍夫将军（Heinrich Gottfried von Vietinghoff）指挥的德国军队从圣马力诺南边不远处的“哥特防线”北撤至托斯卡纳北部和罗马涅南部地区。这一带地形崎岖不平，为数不多的山区公路是车辆通行的唯一通道。有这样一条通道恰恰穿过圣马力诺的国土。尽管意大利的德军统帅 阿尔伯特·凯塞林空军元帅要求德国军队在后撤时不得侵犯圣马力诺的中立，但是由哈里·霍珀中将（Harry Hopper）指挥的德国陆军第278国民掷弹兵师还是在8月10日进入了圣马力诺国境，并且留在了这里。纳粹政权反对者、原巴伐利亚王储鲁布雷希特（Rupprecht von Wittelsbach）的妻子和孩子当时正在圣马力诺政治避难，他们被德军逮捕，后来送到了萨克森豪森集中营。在此后一个月里，德军实际上占领了圣马力诺的领土，不过他们并没有过多地干涉当地的生活。德军的意图只不过是在与盟军展开新的战斗前在此休整一下。
9月中旬，尾随德军而来的英国第八集团军和美国第五集团军追击到圣马力诺-里米尼地区附近。英印第四步兵师在9月19日进入圣马力诺，抵达瓦尔德拉戈内庄园。在蒂塔诺山下的大博尔果镇，双方两个营的士兵在阿妮塔·加里波第广场的柱廊和狭窄店铺间展开了一场激战。在山上，圣马力诺城的城门紧闭，弩手部队和议会卫队手持步枪，蹲伏在城墙雉堞后面，注视着山下的战斗。嘉布遣会的修士们身穿黑色长袍，组成了担架队，高举着白旗和修会的旗帜穿梭于广场周围，帮助双方救助伤兵。大博尔果镇的战斗持续了大约40分钟，德军兵力不敌，在留下了19具尸体和40多名伤员后撤出了圣马力诺国境。在圣马力诺北边的科里阿诺山，战斗状况更为激烈，英军中的传奇部队——廓尔喀士兵也出现在战场上。
将德军驱逐出圣马力诺后，英国部队在圣马力诺也留驻了几星期，协助分发食品、安置难民。到1944年11月，所有的外国军队都离开了圣马力诺国土。
二战期间德军在圣马力诺的入境和逗留究竟能否视为国际法意义上的占领，一直有很大争议。该国的主权因此而受到了损害。不过德国既未向圣马力诺宣战，也未将其置于德国的军政或民政管理之下。有些资料声称，圣马力诺共和国在1944年9月21日向德国宣战，但是缺乏正式的证据。
英国掌玺大臣爱德华·希思于1961年7月7日在英国下院宣读的《效忠宣言》对圣马力诺在二战中的角色做出了评价。他在其中赞扬了圣马力诺共和国，因为尽管形势极为困难，但它还是在整个战争期间努力保持了传统的中立。

## 现代的圣马力诺
法西斯政权垮台后，圣马力诺由联合政府掌权两年之久。在1945年3月11日的选举中，圣马力诺共产党和社会党获胜，圣马力诺成为第二次世界大战后第一个由共产党统治的西欧国家。圣马力诺共产党和圣马力诺社会党的联合政府从1945年一直统治到1957年。当年天主教民主党在共产党持不同政见者的帮助下获得执政权，和社会民主党一道组成了新政府。1978年，由圣马力诺共产党领导的联盟再一次取得了政权。1988年7月，圣马力诺组成新政府，由天主教民主党和共产党联合执政。1992年，圣马力诺大选后，圣马力诺政府由天主教民主党和社会党共同执政。
1960年，圣马力诺通过法案，授予妇女选举权。1988年，圣马力诺参加欧洲议会，1992年加入联合国。

### 引用
1. ↑  《圣马力诺共和国》，p9; R.Scarani, Repescavi e scoperte dell'Emilia e Romagna, Preistoria dell'Emilia e Romagna, II. Bologna, 1963
2. ↑  《圣马力诺共和国》，p12; G.Zani, La chiesa vecchia di San Marino, San Marino, 1935
3. ↑  《圣马力诺共和国》，p13
4. ↑  Repubblica di San Marino, p67
5. 1 2  《圣马力诺共和国》，p17
6. ↑  《圣马力诺共和国》，p20
7. ↑  《圣马力诺共和国》，p22~24
8. ↑  《圣马力诺共和国》，p24
9. ↑  Repubblica di San Marino, p19; p75~79
10. ↑  《圣马力诺共和国》，p25
11. ↑  《圣马力诺共和国》，p26~27; Repubblica di San Marino, p75~77
12. ↑  《圣马力诺共和国》，p27; Repubblica di San Marino, p77
13. ↑  《圣马力诺共和国》，p28; M.Fattori, Memoria sul tentativo di Fabiano da Monte S. Savino di occupare la Repubblica di San Marino, "Atti e Memorie della R. Deputazione di Storia Patria per le Province di Romagna", issue III, VII, folder 1-2, 1889
14. ↑  《圣马力诺共和国》，p29
15. ↑  《圣马力诺共和国》，p33-35; C.Malagola, Il cardinale Alberoni e la Repubblica di San Marino, Bologna, 1886
16. ↑  P.Fanciosi, La Repubblica di San Marino durante il periodo napoleonico, Imola, 1912
17. ↑  《圣马力诺共和国》，p39~41
18. ↑  《圣马力诺共和国》，p42~43
19. ↑  M. Rossi, La partecipazione della Repubblica al Risorgimento politico italiano, 1927
20. ↑  《圣马力诺共和国》，p47~48
21. 1 2 3  P.Franciosi, Garibaldi e la Repubblica di San Marino, Bologna, 1891
22. ↑  《圣马力诺共和国》，p54
23. ↑  .   [2007-01-01]. （原始内容存档于2007-05-16）.
24. 1 2  《圣马力诺共和国》，p60~61
25. ↑  《圣马力诺共和国》，p63; A.Kraus, L'Ospedale da guerra della Repubblica di San Marino, San Marino 1918
26. ↑  《圣马力诺共和国》，p65
27. ↑  Dr R.Ago, San Marino's Neutral, 1963
28. ↑  Francisco Balsimelli, Echi di guerra della Repubblica di Sanmarino, "Nova Historia" n.7,25, 1950
29. 1 2  阿诺德·汤因比：《第二次世界大战史大全》第七卷，《大战和中立国》
30. ↑  《圣马力诺共和国》，p66
31. ↑  F.Bigi, Il risarcimento dei danni provocati dal bombardamento alleato del 26 June 1944, 1963
32. 1 2 3  .   [2007-01-02]. （原始内容存档于2007-01-28）.